# Midland (Michigan)
Midland település az Amerikai Egyesült Államok Michigan államában, Midland megyében, melynek megyeszékhelye is. Lakosainak száma 42 547 fő (2020. április 1.).

## Népesség
A település népességének változása:

| 2010 | 41 863 |
| 2020 | 42 547 |